# Ramon Masagué i Petit
Ramon Masagué i Petit   (Montcada i Reixac, 17 de març de 1916 - Montcada i Reixac, 28 d'abril de 1977) fou un futbolista català de la dècada de 1940.
Jugava a la posició d'interior. Després de la Guerra Civil fou jugador del Reial Madrid (1939-40), amb el qual jugà dos partits a primera divisió. La temporada 1942-43 jugà al CF Badalona i la següent al CE Europa. Durant la temporada 1943-44 fitxà pel RCD Espanyol, però no gaudí de massa minuts. El 1944 marxà a la UE Sants, passant a continuació a la UE Sant Andreu i acabant la seva trajectòria al CE Sant Celoni el 1949.